# Elementarz

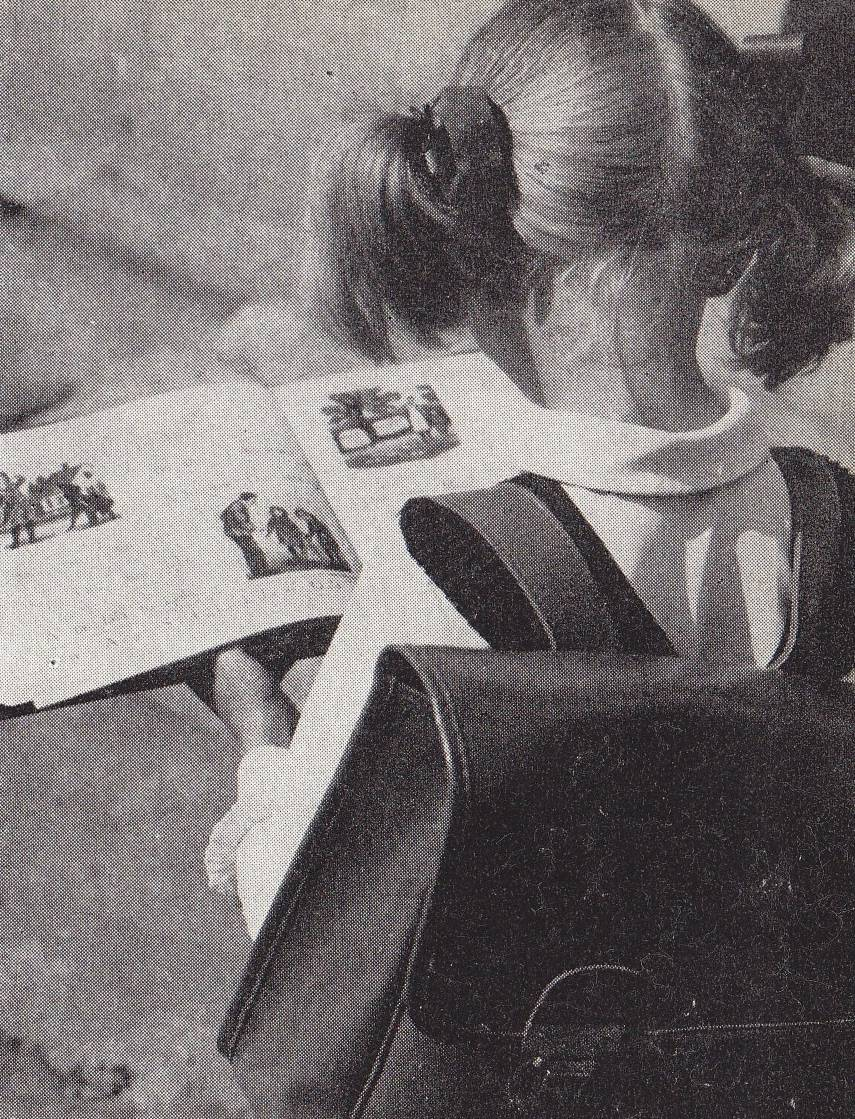
Dziewczynka z Elementarzem

Elementarz (łac. elementarius „początkowy”) – książka wprowadzająca w najbardziej podstawowe zagadnienia jakiejś dziedziny, zbiór elementarnej wiedzy w danym zagadnieniu, np.: elementarz języka polskiego, dla chcących się nauczyć czytać i pisać – elementarz pierwszoklasisty (pot. abecadło).

## Historia

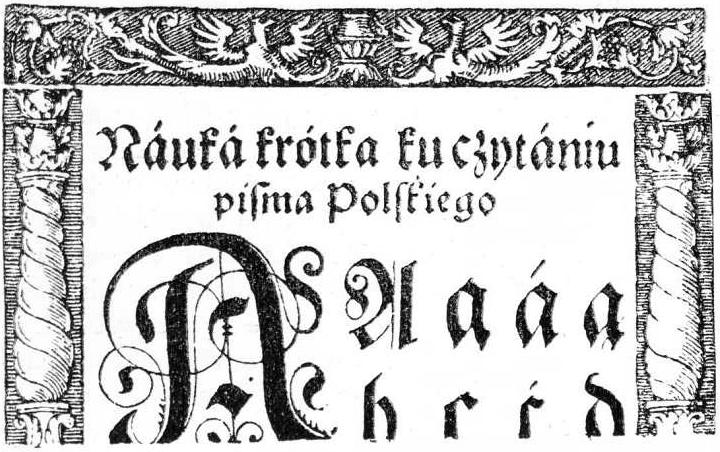
„Nauka krótka ku czytaniu pisma polskiego” Hieronima Wietora z 1539 roku – (reprint wydany w Królewcu około roku 1570)

Pierwsze elementarze służące do nauki języka polskiego powstawały już w początku renesansu . Za najdawniejsze znane polskie elementarze uznawane są: „Polskie książeczki wielmi potrzebne ku uczeniu się polskiego...” wydana przez Hieronima Wietora w Krakowie w 1539 roku oraz „Nauka krótka ku czytaniu pisma polskiego”, drukowana szwabachą w Królewcu około roku 1570. Jedną z pierwszych publikacji, które można uznać z elementarz w języku polskim była również „Dla dziatek nauka czytania pisma polskiego” wydana w Wilnie w 1633 roku.
W latach 1775–1792 Towarzystwo do Ksiąg Elementarnych instytucja utworzona przez Komisję Edukacji Narodowej opracowała wiele podręczników używanych w nauczaniu początkowym w tym Elementarz dla szkół parafialnych z 1785 roku .

### Elementarz Mariana Falskiego
W historii polskiej edukacji najbardziej doniosłym elementarzami okazały się podręczniki Mariana Falskiego, pod tytułem „Elementarz”. Pierwsze wydanie, pod tytułem: „Nauka czytania i pisania dla dzieci” ukazało się w roku 1910 i zrewolucjonizowało metodykę nauki czytania w Polsce. Był ilustrowany przez Jana Rembowskiego.
W okresie międzywojennym ukazywały się kolejne wersje elementarza dla dzieci, aktualizowane zgodnie z duchem czasów. Z powodu zapóźnień edukacyjnych sporej części ludności, w 1920 Falski opracował także na zamówienie władz dwie wersje „Elementarza powiastkowego”, dla dorosłych analfabetów oraz osób odbywających zasadniczą służbę wojskową. W 1945 roku prawa do wydawania „Elementarza” Falskiego pt. „Elementarz dla szkół wiejskich” uzyskały Państwowe Zakłady Wydawnictw Szkolnych (od 1974 Wydawnictwa Szkolne i Pedagogiczne).
W 1949 ukazał się pierwszy powojenny elementarz dla dzieci, uwzględniający elementy obowiązkowej w tym czasie ideologii komunistycznej (aczkolwiek bez wymieniania postaci Stalina). Kolejna unowocześniona wersja elementarza ukazała się w 1957 i przetrwała siedemnaście lat. Ostatnia wersja ukazała się w 1974, opublikowana już po śmierci autora, z nowocześniejszymi ilustracjami Janusza Grabiańskiego. Zaktualizowano w niej też teksty. Wersja ta znajduje się w druku i spotyka się z popularnością aż do dziś (stan na 2013).
Oprócz ostatniej wersji elementarza, w XXI wieku wznowiono też druk elementarza w wersji z 1971 roku. Niewątpliwie najsłynniejszym zdaniem Elementarza Falskiego to: „Ala ma kota”, symbolizujące elementarz w potocznej polszczyźnie. Niemniej jednak, zdanie to istniało w elementarzach jedynie od lat 30. do 1949. Alą z elementarza Falskiego była Alina Margolis-Edelman.

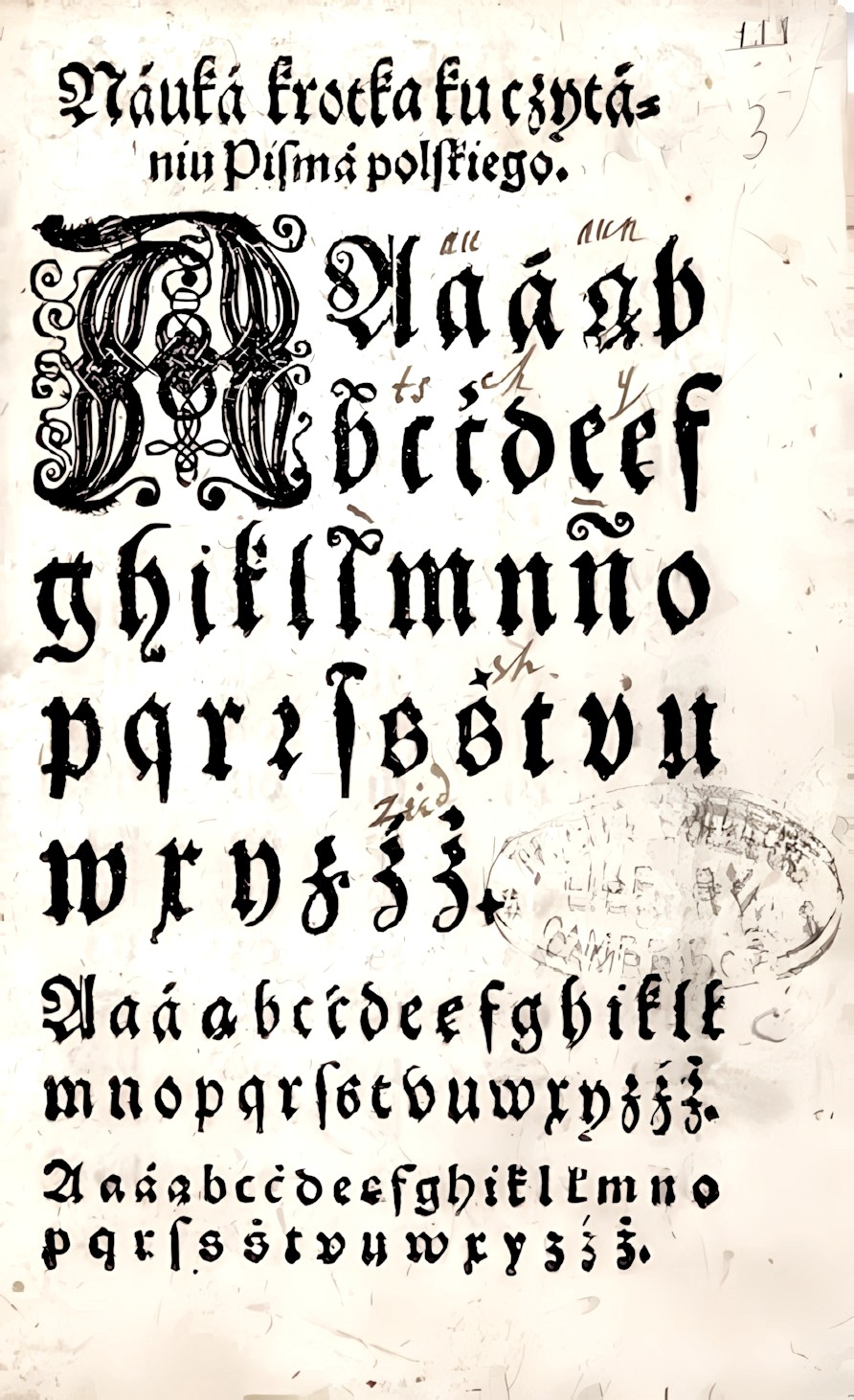
Abecadło polskie z XVI wieku (Nauka krotka ku czytaniu pisma polskiego, Königsberg, Georg Osterberger, około 1578, f. A8), strona tytułowa – zbiory Cambridge Trinity College
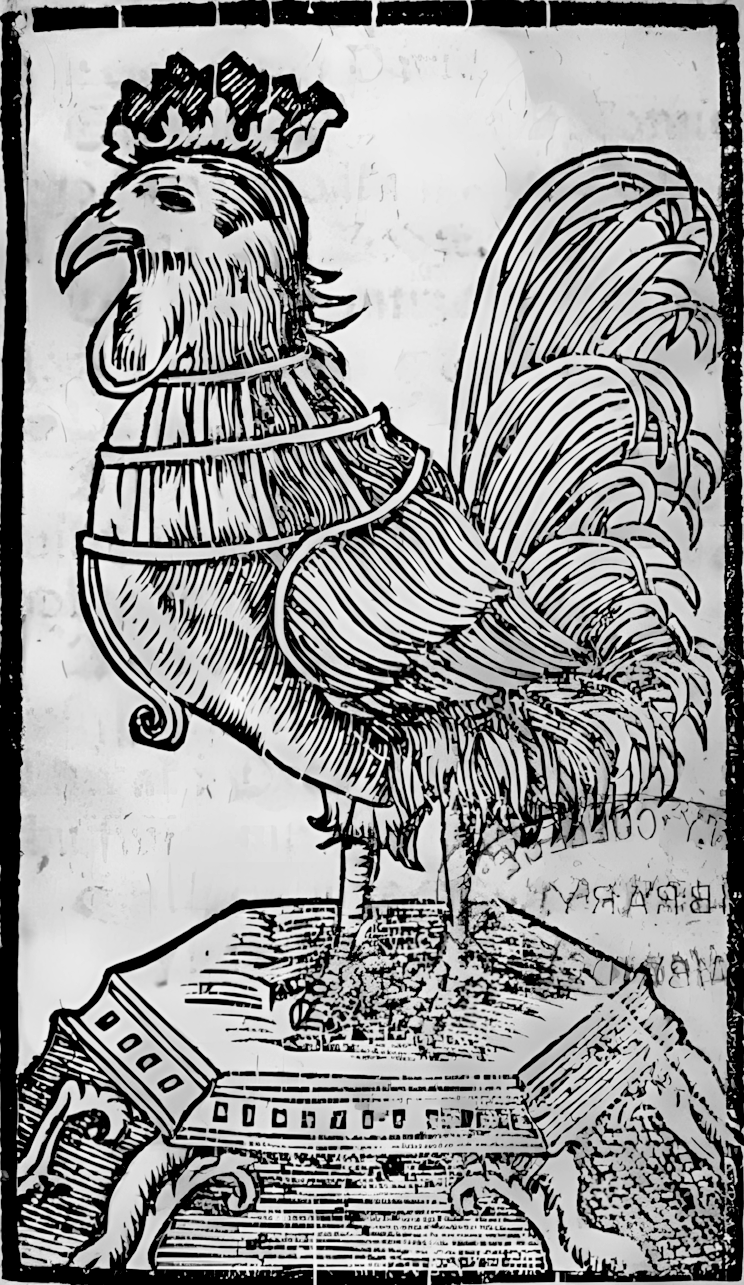
Abecadło polskie z XVI wieku (Nauka krotka ku czytaniu pisma polskiego, Königsberg, Georg Osterberger, około 1578, f. A8), verso
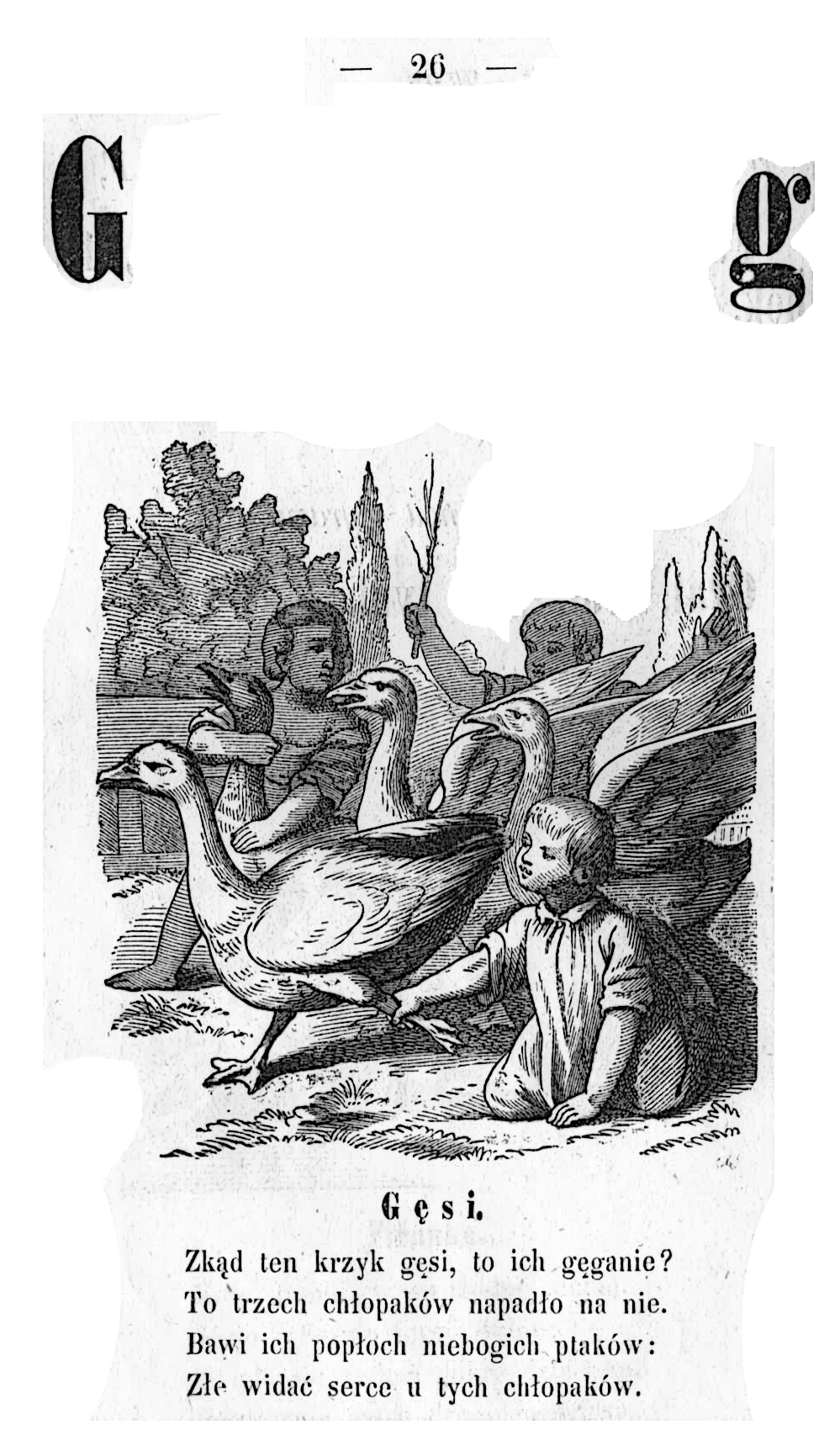
Bajka Stanisława Jachowicza o gęsiach ilustrująca literę „G” z elementarza wydanego 1858 roku w Warszawie.
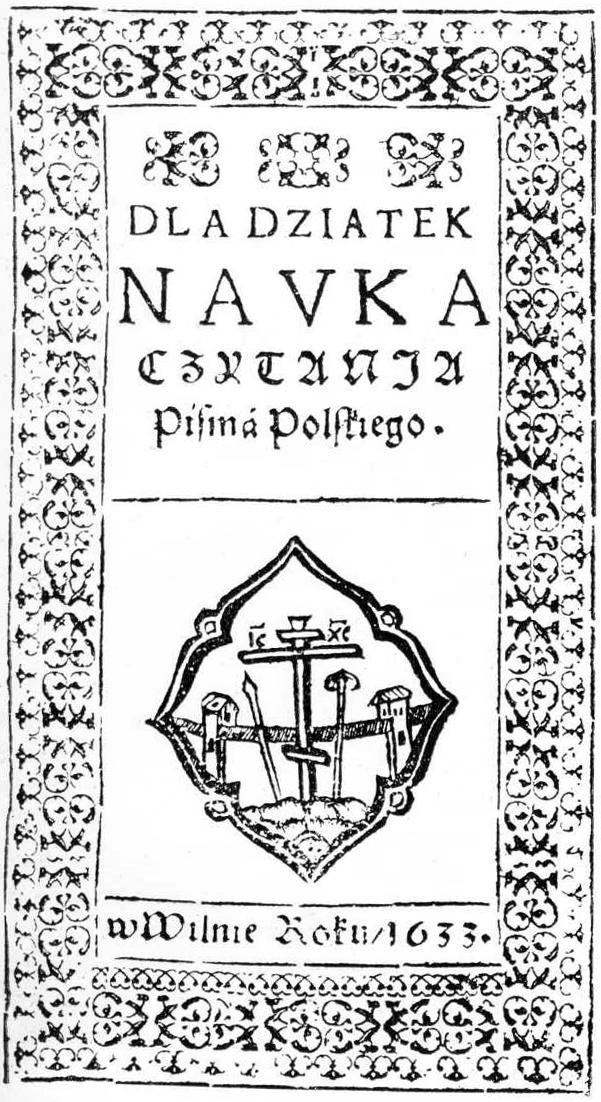
„Dla dziatek nauka czytania pisma polskiego” wydana w Wilnie w 1633 roku.